# Anna Plothow
Anna Plothow (* 4. Februar 1853 in Berlin; † 17. Dezember 1924 ebenda) war eine deutsche Frauenrechtlerin, soziale Aktivistin und Schriftstellerin.

## Leben
Anna Schwerdt wurde in der Handschuhfabrik ihres Vaters ausgebildet und übernahm nach dessen Tod für vier Jahre die Unternehmensleitung.
1883 heiratete sie den Komponisten Paul Plothow, welcher ein Jahr später starb. Plothow begann nun, schriftstellerisch tätig zu werden. Als erste Frau wurde sie in die Redaktion des Berliner Tageblatts aufgenommen. Sie engagierte sich zudem an vorderer Front in der Frauenbewegung, gründete die Kindertagesstätte „Mädchenhort“ und andere soziale Einrichtungen, etwa eine gemeinnützige Stellenvermittlung für Dienstboten in Berlin. Sie war Gründungsmitglied im Berliner Frauenclub e.V. von 1900.
Durch die Freundschaft mit ihr erhielt Hans Würtz 1910 eine Stelle als Volksschullehrer in der Knabenschule in Berlin-Tegel.
Sie starb im Alter von fast 72 Jahren an einer Lungenentzündung.

## Werke (Auswahl)
- Das Buch der Frau. Ein Ratgeber für die deutsche Frau. Reisner: Leipzig 1901.
- Die Begründerinnen der deutschen Frauenbewegung. Rothbarth: Leipzig 1907.
- Heideprinzesschen und andere Märchen für kleine und große Kinder. Enßlin & Laiblin: Reutlingen o. J.
- Märkische Skizzen. Schall & Rentel: Berlin o. J.
- Soziale Erziehung. in: Das Pfadfinderbuch für junge Mädchen. Hrsg.: Elise v. Hopffgarten. Verlag der Ärztlichen Rundschau Otto Gmelin "Pfadfinderverlag": München 1912.
- Tanzelfchen und andere Märchen. Seybold: München 1921.